# يان يورجنسن
يان يورجنسن (بالإنجليزية: Ian Jorgensen)‏ هو مصور وصحفي نيوزيلندي، ولد في 1978.